# La libertad del dinero
La libertad del dinero es el título de un libro editado en el año 2003 que recoge textos de Karl Polanyi, Arcadi Oliveres, François Chesnais y Dámaso Javier Vicente Blanco; así como varios textos relativos a las políticas de las instituciones económicas del Banco Mundial en relación con los aspectos globalizadores del capital financiero, la inversión extranjera y sus repercusiones en la economía mundial y específicamente en los países en vías de desarrollo.

## Estructura del libro

### Volumen I
- Karl Polanyi. El capital financiero en el siglo XX.[1]
- Dámaso Javier Vicente Blanco. El conflicto histórico por el régimen de la inversión extranjera directa.
- Arcadi Oliveres. El debilitamiento de los países en vías de desarrollo: la crisis de la deuda.

### Volumen II
- Las políticas de las instituciones económicas del Banco Mundial. Sesión sobre las políticas del Fondo Monetario Internacional  y del Banco Mundial  (Tribunal Permanente de los Pueblos)
- El acuerdo Multilateral de Inversiones: el proyecto ambicioso de regulación internacional de las inversiones. "Maigalomanía" (Corporate Europe Observatory)
- La actuación política de la Organización Mundial de Comercio.

- La Unión Europea y la OMC (Nodo 50)
- Conferencia de la OMC en Doha: un revés para los trabajadores y los pobres (UITA)

- El mercado financiero mundial y la necesidad de su control.

- François Chesnais. El blanqueo del dinero negro y la mundialización financiera
- ¿Ha llegado la hora de un impuesto Tobin?. Oxfam - Gran Bretaña - Texto completo

## Análisis de la obra
El planteamiento general de los textos mantiene la tesis básica de que el dinero, la acumulación de capital, ha orientado las políticas públicas con el propósito de alcanzar la máxima libertad económica. Pero las consecuencias de la absoluta libertad del dinero se anteponen a las instituciones y derechos sociales recogidos en las distintas constituciones.
Los textos pretenden exponer la realidad del capital internacional, tanto financiero como de inversiones, mostrando sus efectos más notables y perniciosos sobre los países subdesarrollados -convertidos en almacenes de materias primas-, y los trabajadores de todos los países -convertidos en mano de obra barata 'deslocalizable'-. Frente a esa desregulación laboral se produce una regulación garantista para la libertad financiera por encima de individuos, sociedades y países.
Ante esta realidad el Derecho debiera ser el garante de la necesaria protección de los derechos individuales, sociales y económicos que la globalización económica neoliberal quiere destruir mediante la desregulación y la mercantilización pero el Derecho, en ocasiones, presta sus técnicas jurídicas para consolidar la ley del mercado.
Para los autores es posible devolver a las instituciones y a la sociedad sus libertades y derechos si se exige que el 'dinero' sea lo que debe ser, un medio, un instrumento al servicio de los individuos y la sociedad para la consecución de sus fines.